# Stewart Brain
Stewart Brain (4 de enero de 1962) es un deportista australiano que compitió en judo. Ganó una medalla de oro en el Campeonato de Oceanía de Judo de 1981 en la categoría de –65 kg.

## Palmarés internacional
| Campeonato de Oceanía | Campeonato de Oceanía | Campeonato de Oceanía | Campeonato de Oceanía |
| Año                   | Lugar                 | Medalla               | Categoría             |
| --------------------- | --------------------- | --------------------- | --------------------- |
| 1981                  | Suva (Fiyi)           | Medalla de oro        | –65 kg                |